# جورج فيرنون هدسون
جورج فيرنون هدسون (بالإنجليزية: George Hudson )‏ (و. 1867 – 1946 م) هو عالم حشرات، وعالم فلك من نيوزيلندا. ولد في لندن.
توفي عن عمر يناهز 79 عاماً.

## سيرته
ولد جورج هدسون في لندن، إنجلترا، في عيد الفصح يوم السبت، 1867، وكان الطفل السادس لإميلي جين كارنال وتشارلز هدسون، وهو فنان ومصمم نوافذ زجاجية ملونة. في سن الرابعة عشر، بنى مجموعة من الحشرات البريطانية، ونشر ورقة في عالم الحشرات. في عام 1881 انتقل هودسون مع والده إلى نيلسون، نيوزيلندا. عمل في مزرعة، وفي عام 1883، وعمره 16 عامًا، بدأ العمل في مكتب البريد في ولينغتون، حيث أصبح في النهاية كاتباً كبيراً، ثم تقاعد عام 1918.
وكان هدسون أحد أعضاء البعثة العلمية لجزر القطب الجنوبي عام 1907. كان الهدف الرئيسي من الحملة هو توسيع المسح المغناطيسي لنيوزيلندا من خلال التحقيق في جزر أوكلاند وكامبل ولكن أجريت أيضا مسوحات نباتية وبيولوجية وحيوانية. أسفرت الرحلة أيضاً على إنقاذ المنبوذين من غرق سفينة دوندالد في جزر أوكلاند.
يرجع الفضل إلى هدسون في اقتراح التوقيت الصيفي الحديث. ومنحه التحول الوظيفي وقتًا ممتعًا لجمع الحشرات، وقاده إلى تقدير ضوء النهار بعد ساعات العمل. في عام 1895، قدم ورقة إلى جمعية ويلينغتون الفلسفية تقترح حماية ضوء النهار لمدة ساعتين،  وبعد أن أُعرب عن اهتمام كبير في كرايستشيرش، تابع في ورقة عام 1898. في عام 1933، كان هدسون أول متلقي (جنبا إلى جنب مع إرنست رذرفورد) من ميدالية T. K. Sidey ، التي أنشأتها الجمعية الملكية لنيوزلندا من الأموال التي تم جمعها للاحتفال بمرور قانون وقت الصيف لعام 1927.
بريطاني آخر، وليام ويليت أيد استخدام التوقيت الصيفي. وضع القانون هناك في عام 1916.
تقع مجموعة هودسون للحشرات، وهي الأكبر في نيوزيلندا، في متحف نيوزيلندا تي بابا تونغاريوا.

## حياته الشخصية
توفيت زوجة هدسون «فلورنسا» في عام 1935، وتركوا ابنة واحدة، توفي هدسون في 5 أبريل 1946 في منزله «هيل فيو» في ضاحية ويلوريتون في كاروري.

## أعماله
• دليل اولي للحشرات في نيوزلندا. لندن: ويست ونيومان وشركاه. 1892. مؤرشف من الأصل في 2019-04-13. اطلع عليه بتاريخ 2015-07-28. {{استشهاد بكتاب}}: الوسيط غير المعروف |authormask= تم تجاهله يقترح استخدام |author-mask= (مساعدة)
• عصيبات الأجنحة في نيوزلندا : مقدمة شائعة لتاريخ الحياة وعادات الذباب ، وذباب التنين ، والذباب ، والحشرات الحليفة التي تسكن نيوزيلندا ، بما في ذلك ملاحظات عن علاقتها بالصيد. لندن: الغرب ، نيومان وشركائه. 1904. مؤرشف من الأصل في 2019-04-02. اطلع عليه بتاريخ 2016-01-21. {{استشهاد بكتاب}}: الوسيط غير المعروف |authormask= تم تجاهله يقترح استخدام |author-mask= (مساعدة)
• الفراشات والعث من نيوزلندا. ويلينغتون: فيرغسون & أوسبورن المحدودة. 1928. مؤرشف من الأصل في 2019-12-16. اطلع عليه بتاريخ 2017-10-10. {{استشهاد بكتاب}}: الوسيط غير المعروف |authormask= تم تجاهله يقترح استخدام |author-mask= (مساعدة)
•شظايا حشرات نيوزلندا - حساب شعبي لكل السيكادا النيوزيلندي. التاريخ الطبيعي لدودة التوهج في نيوزيلندا. الملحق الثاني للفراشات والعث من نيوزيلندا ويلاحظ على العديد من الحشرات المحلية الأخرى. ويلينغتون: فيرغسون & أوسبورن المحدودة. 1950. مؤرشف من الأصل في 2019-12-16. اطلع عليه بتاريخ 2018-07-15. {{استشهاد بكتاب}}: الوسيط غير المعروف |authormask= تم تجاهله يقترح استخدام |author-mask= (مساعدة)